# 吉沢健 (地方公務員)
吉沢 健（よしざわ たけし、別表記:𠮷澤 健、1943年または1944年 - ）は、日本の地方公務員、官僚、教育者。自治省課長補佐、大阪府副知事、四国大学教授を歴任。瑞宝中綬章受章者。

## 人物・経歴
滋賀県出身。1966年 (昭和41年) 3月 東京大学法学部卒業、同年4月自治省入省、1977年6月 自治省官房文書広報課課長補佐、1980年10月 埼玉県大宮市助役、1984年8月 大阪府財政課長、同教育次長、同総務部長を経て副知事。1995年 (平成7年)  8月 大阪府男女協働社会づくり財団理事長。
1998年7月 稲葉稔の引退に伴う滋賀県知事選挙に出馬したが、元県総務部長で、やはり大阪府庁職員経験のある国松善次に敗れ、元県出納長の高井八良に次ぐ3位落選。
2001年4月 四国大学教授に就任、近畿未来塾塾長。

## 栄典
2014年、平成26年春の叙勲で瑞宝中綬章を受章